# Sites mégalithiques de l'Isère
Cet article présente la liste des sites mégalithiques de l'Isère, en France.

## Inventaire
| Monument               | Commune              | Remarque | Protection | Coordonnées                 | Illustration |
| ---------------------- | -------------------- | -------- | ---------- | --------------------------- | ------------ |
| Pierre à la Marte      | Merlas               | dolmen   |            | 45° 26′ 50″ N, 5° 40′ 07″ E |              |
| Dolmen de l'Antillière | Miribel-les-Échelles |          |            | 45° 26′ 02″ N, 5° 41′ 49″ E |              |